# LEF
LEF (en rus Левый фронт искусств (ЛЕФ); Levi front iskusstv Front Esquerre de les Arts) és una revista avantguardista soviètica fundada el 1923 pel poeta Vladímir Maiakovski, redactor en cap, i per Óssip Brik. Alguns escriptors famosos com Nikolai Asséiev, Semion Kirsànov i Serguei Tretiakov hi varen participar, també alguns cineastes com Serguei Eisenstein, Dziga Vèrtov, teòrics de la literatura com Víktor Xklovski. La publicació tancà el 1925.